# Пантано, Джорджо
Джо́рджо Панта́но (итал. Giorgio Pantano, род. 4 февраля 1979 года в Падуе, Италия) — итальянский автогонщик, выступавший в Формуле-1 в 2004 году и в GP2 с 2005 по 2008 годы. Чемпион GP2 (2008).

## Карьера

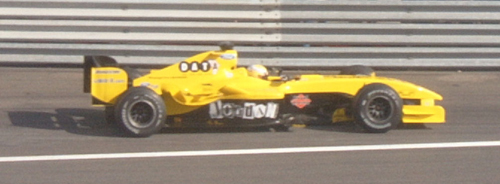
Пантано за рулём Jordan на Гран-при Франции 2004 года.

Джорджо начал свою карьеру в 9 лет с выступления в картинге. В 1994 году он выиграл чемпионат Италии и мира в категории Junior, а в 1995 и 1996 – чемпионат Европы в категории Формула А. В 1999 году выступал в серии Формула Палмер Ауди и был приглашен на тесты Формулы-3000 командой Astromega. 2000 год провел, выступая в немецкой серии Формулы-3, завоевав чемпионский титул. В 2001 году продолжил карьеру в международной серии Формула-3000, где за три года одержал 6 побед и в 2002 году завоевал вице-чемпионский титул.
Первый раз за руль болида Формулы-1 сел в 2000 году, куда был приглашен командой Benetton. Также в 2001 году проводил тесты в McLaren, а в 2002 в Williams и Minardi, но так и не смог заключить контракт.
Наконец, в 2004 году Джорджо заключил контракт с командой Jordan, но провёл сезон неудачно – не набрав ни одного очка, после Гран-при Италии 2004, проведя 15 Гран-при, был замёнен на Тимо Глока.
В 2005 году перешёл в серию GP2 и провёл 2 гонки в серии Indy Racing League. В начале 2006 проводил тесты в командах PKV Racing и Mi-Jack Conquest Racing серии Champ Car, но контракта заключить не смог и вернулся в GP2, выступая за команду FMS International, а в 2007 году, перейдя в команду Campos Grand Prix, одержал 2 победы и по итогам сезона, заняв 3 место.
В 2008 году продолжил выступление в серии GP2, выступая за команду Racing Engineering и добился там долгожданного чемпионского титула в серии. Но это не помогло заключить контракт ни с одной из команд Формулы-1 на сезон 2009 года. В 2009 году Джорджо выступал в серии Суперлига Формула.

## Результаты выступлений

### Результаты выступлений в Формуле-3000
| Легенда к таблице |                                                                    |
| --- | ------------------------------------------------------------------ |
| В таблице перечислены результаты всех Гран-при Формулы-1, в которых принимал участие гонщик. Строками таблицы являются сезоны, столбцами — этапы чемпионата мира. В каждой клетке указаны сокращённое название этапа и результат, дополнительно обозначенный цветом. Расшифровка обозначений и цветов представлена в нижеследующей таблице. |                                                                    |
| \| Пример \| Описание \| \| ------------ \| ------------------------------------------------------------------ \| \| 1 \| Победитель \| \| 2 \| Второе место \| \| 3 \| Третье место \| \| 5 \| Финишировал, заработав очки \| \| Сход \| Не финишировал, но при этом заработал очки \| \| 12 \| Финишировал, не получив очков \| \| НКЛ \| Финишировал, но не попал в финальную классификацию \| \| 15 \| Участвовал вне зачёта, либо по отдельной классификации \| \| 18 \| Не финишировал, но попал в финальную классификацию \| \| Сход \| Не финишировал \| \| НКВ \| Не прошёл квалификацию \| \| НПКВ \| Не прошёл предквалификацию \| \| ДСК \| Дисквалифицирован \| \| ИСК \| Исключён из протокола соревнований \| \| ТТ \| Заявлен для участия только в тренировках \| \| НС \| Участвовал в квалификации, но не стартовал в гонке \| \| Т \| Травмирован или болен \| \| ОТК \| Отказ от участия \| \| НТР \| Прибыл на соревнования, но на трассу не выезжал \| \| НПР \| Был заявлен в числе участников, но не прибыл к началу соревнований \| \| О \| Соревнования отменены \| \| \| Не участвовал \| \| Поул-позиция \| \| \| Быстрый круг \| \| |                                                                    |
| Пример | Описание                                                           |
| 1 | Победитель                                                         |
| 2 | Второе место                                                       |
| 3 | Третье место                                                       |
| 5 | Финишировал, заработав очки                                        |
| Сход | Не финишировал, но при этом заработал очки                         |
| 12 | Финишировал, не получив очков                                      |
| НКЛ | Финишировал, но не попал в финальную классификацию                 |
| 15 | Участвовал вне зачёта, либо по отдельной классификации             |
| 18 | Не финишировал, но попал в финальную классификацию                 |
| Сход | Не финишировал                                                     |
| НКВ | Не прошёл квалификацию                                             |
| НПКВ | Не прошёл предквалификацию                                         |
| ДСК | Дисквалифицирован                                                  |
| ИСК | Исключён из протокола соревнований                                 |
| ТТ | Заявлен для участия только в тренировках                           |
| НС | Участвовал в квалификации, но не стартовал в гонке                 |
| Т | Травмирован или болен                                              |
| ОТК | Отказ от участия                                                   |
| НТР | Прибыл на соревнования, но на трассу не выезжал                    |
| НПР | Был заявлен в числе участников, но не прибыл к началу соревнований |
| О | Соревнования отменены                                              |
| | Не участвовал                                                      |
| Поул-позиция |                                                                    |
| Быстрый круг |                                                                    |

| Год  | Команда        | Шасси       | Двигатель     | Шины | 1        | 2      | 3     | 4        | 5        | 6        | 7     | 8        | 9     | 10       | 11     | 12    | Место | Очки |
| ---- | -------------- | ----------- | ------------- | ---- | -------- | ------ | ----- | -------- | -------- | -------- | ----- | -------- | ----- | -------- | ------ | ----- | ----- | ---- |
| 2001 | Team Astromega | Lola B99/50 | Zytek V8      | A    | ИНТ Сход | ИМО 11 | КАТ 9 | А1Р 15   | МОН Сход | НЮР 21   | МАН 8 | СИЛ Сход | ХОК 7 | ХУН 5    | СПА 11 | МНЦ 1 | 9     | 12   |
| 2002 | Coloni F3000   | Lola B02/50 | Zytek-Judd KV | A    | ИНТ 8    | ИМО 3  | КАТ 1 | А1Р 4    | МОН Сход | НЮР Сход | СИЛ 4 | МАН 3    | ХОК 1 | ХУН 2    | СПА 1  | МНЦ 3 | 2     | 54   |
| 2003 | Durango        | Lola B02/50 | Zytek-Judd KV | A    | ИМО Сход | КАТ 1  | А1Р 3 | МОН Сход | НЮР 16   | МАН 1    | СИЛ 2 | ХОК 7    | ХУН 4 | МНЦ Сход |        |       | 3     | 41   |

### Результаты выступлений в Формуле-1
| Легенда к таблице |                                                                    |
| --- | ------------------------------------------------------------------ |
| В таблице перечислены результаты всех Гран-при Формулы-1, в которых принимал участие гонщик. Строками таблицы являются сезоны, столбцами — этапы чемпионата мира. В каждой клетке указаны сокращённое название этапа и результат, дополнительно обозначенный цветом. Расшифровка обозначений и цветов представлена в нижеследующей таблице. |                                                                    |
| \| Пример \| Описание \| \| ------------ \| ------------------------------------------------------------------ \| \| 1 \| Победитель \| \| 2 \| Второе место \| \| 3 \| Третье место \| \| 5 \| Финишировал, заработав очки \| \| Сход \| Не финишировал, но при этом заработал очки \| \| 12 \| Финишировал, не получив очков \| \| НКЛ \| Финишировал, но не попал в финальную классификацию \| \| 15 \| Участвовал вне зачёта, либо по отдельной классификации \| \| 18 \| Не финишировал, но попал в финальную классификацию \| \| Сход \| Не финишировал \| \| НКВ \| Не прошёл квалификацию \| \| НПКВ \| Не прошёл предквалификацию \| \| ДСК \| Дисквалифицирован \| \| ИСК \| Исключён из протокола соревнований \| \| ТТ \| Заявлен для участия только в тренировках \| \| НС \| Участвовал в квалификации, но не стартовал в гонке \| \| Т \| Травмирован или болен \| \| ОТК \| Отказ от участия \| \| НТР \| Прибыл на соревнования, но на трассу не выезжал \| \| НПР \| Был заявлен в числе участников, но не прибыл к началу соревнований \| \| О \| Соревнования отменены \| \| \| Не участвовал \| \| Поул-позиция \| \| \| Быстрый круг \| \| |                                                                    |
| Пример | Описание                                                           |
| 1 | Победитель                                                         |
| 2 | Второе место                                                       |
| 3 | Третье место                                                       |
| 5 | Финишировал, заработав очки                                        |
| Сход | Не финишировал, но при этом заработал очки                         |
| 12 | Финишировал, не получив очков                                      |
| НКЛ | Финишировал, но не попал в финальную классификацию                 |
| 15 | Участвовал вне зачёта, либо по отдельной классификации             |
| 18 | Не финишировал, но попал в финальную классификацию                 |
| Сход | Не финишировал                                                     |
| НКВ | Не прошёл квалификацию                                             |
| НПКВ | Не прошёл предквалификацию                                         |
| ДСК | Дисквалифицирован                                                  |
| ИСК | Исключён из протокола соревнований                                 |
| ТТ | Заявлен для участия только в тренировках                           |
| НС | Участвовал в квалификации, но не стартовал в гонке                 |
| Т | Травмирован или болен                                              |
| ОТК | Отказ от участия                                                   |
| НТР | Прибыл на соревнования, но на трассу не выезжал                    |
| НПР | Был заявлен в числе участников, но не прибыл к началу соревнований |
| О | Соревнования отменены                                              |
| | Не участвовал                                                      |
| Поул-позиция |                                                                    |
| Быстрый круг |                                                                    |

| Год  | Команда     | Шасси       | Двигатель | 1      | 2      | 3      | 4        | 5        | 6        | 7      | 8   | 9        | 10     | 11       | 12     | 13       | 14       | 15       | 16  | 17  | 18  | Место | Очки |
| ---- | ----------- | ----------- | --------- | ------ | ------ | ------ | -------- | -------- | -------- | ------ | --- | -------- | ------ | -------- | ------ | -------- | -------- | -------- | --- | --- | --- | ----- | ---- |
| 2004 | Jordan Ford | Jordan EJ14 | Ford V10  | АВС 14 | МАЛ 13 | БАХ 16 | САН Сход | ИСП Сход | МОН Сход | ЕВР 13 | КАН | США Сход | ФРА 17 | ВЕЛ Сход | ГЕР 15 | ВЕН Сход | БЕЛ Сход | ИТА Сход | КИТ | ЯПО | БРА | 24    | 0    |

### Результаты выступлений в IRL IndyCar
| Сезон | Команда             | Гонки | Очки | Место |
| 2005  | Chip Ganassi Racing | 2     | 48   | 26    |

### Результаты выступлений в GP2
| Легенда к таблице |                                                                    |
| --- | ------------------------------------------------------------------ |
| В таблице перечислены результаты всех Гран-при Формулы-1, в которых принимал участие гонщик. Строками таблицы являются сезоны, столбцами — этапы чемпионата мира. В каждой клетке указаны сокращённое название этапа и результат, дополнительно обозначенный цветом. Расшифровка обозначений и цветов представлена в нижеследующей таблице. |                                                                    |
| \| Пример \| Описание \| \| ------------ \| ------------------------------------------------------------------ \| \| 1 \| Победитель \| \| 2 \| Второе место \| \| 3 \| Третье место \| \| 5 \| Финишировал, заработав очки \| \| Сход \| Не финишировал, но при этом заработал очки \| \| 12 \| Финишировал, не получив очков \| \| НКЛ \| Финишировал, но не попал в финальную классификацию \| \| 15 \| Участвовал вне зачёта, либо по отдельной классификации \| \| 18 \| Не финишировал, но попал в финальную классификацию \| \| Сход \| Не финишировал \| \| НКВ \| Не прошёл квалификацию \| \| НПКВ \| Не прошёл предквалификацию \| \| ДСК \| Дисквалифицирован \| \| ИСК \| Исключён из протокола соревнований \| \| ТТ \| Заявлен для участия только в тренировках \| \| НС \| Участвовал в квалификации, но не стартовал в гонке \| \| Т \| Травмирован или болен \| \| ОТК \| Отказ от участия \| \| НТР \| Прибыл на соревнования, но на трассу не выезжал \| \| НПР \| Был заявлен в числе участников, но не прибыл к началу соревнований \| \| О \| Соревнования отменены \| \| \| Не участвовал \| \| Поул-позиция \| \| \| Быстрый круг \| \| |                                                                    |
| Пример | Описание                                                           |
| 1 | Победитель                                                         |
| 2 | Второе место                                                       |
| 3 | Третье место                                                       |
| 5 | Финишировал, заработав очки                                        |
| Сход | Не финишировал, но при этом заработал очки                         |
| 12 | Финишировал, не получив очков                                      |
| НКЛ | Финишировал, но не попал в финальную классификацию                 |
| 15 | Участвовал вне зачёта, либо по отдельной классификации             |
| 18 | Не финишировал, но попал в финальную классификацию                 |
| Сход | Не финишировал                                                     |
| НКВ | Не прошёл квалификацию                                             |
| НПКВ | Не прошёл предквалификацию                                         |
| ДСК | Дисквалифицирован                                                  |
| ИСК | Исключён из протокола соревнований                                 |
| ТТ | Заявлен для участия только в тренировках                           |
| НС | Участвовал в квалификации, но не стартовал в гонке                 |
| Т | Травмирован или болен                                              |
| ОТК | Отказ от участия                                                   |
| НТР | Прибыл на соревнования, но на трассу не выезжал                    |
| НПР | Был заявлен в числе участников, но не прибыл к началу соревнований |
| О | Соревнования отменены                                              |
| | Не участвовал                                                      |
| Поул-позиция |                                                                    |
| Быстрый круг |                                                                    |

| Год  | Команда                        | 1        | 2          | 3          | 4        | 5          | 6          | 7       | 8          | 9          | 10       | 11      | 12         | 13       | 14      | 15       | 16      | 17        | 18         | 19         | 20        | 21       | 22      | 23      | ЛЗ | Очки |
| ---- | ------------------------------ | -------- | ---------- | ---------- | -------- | ---------- | ---------- | ------- | ---------- | ---------- | -------- | ------- | ---------- | -------- | ------- | -------- | ------- | --------- | ---------- | ---------- | --------- | -------- | ------- | ------- | -- | ---- |
| 2005 | Super Nova Racing              | САН 1 13 | САН 2 Сход | ИСП 1 13   | ИСП 2 14 | МОН 1 Сход | ЕВР 1 2    | ЕВР 2 7 | ФРА 1 10   | ФРА 2 7    | ВЕЛ 1 12 | ВЕЛ 2 7 | ГЕР 1 6    | ГЕР 2    | ВЕН 1 3 | ВЕН 2 3  | ТУЦ 1 2 | ТУЦ 2 8   | ИТА 1 6    | ИТА 2 3    | БЕЛ 1 НКЛ | БЕЛ 2 11 | БАХ 1 5 | БАХ 2 5 | 6  | 49   |
| 2006 | Petrol Ofisi FMS International | ВАЛ 1    | ВАЛ 2      | САН 1      | САН 2    | ЕВР 1      | ЕВР 2      | ИСП 1 9 | ИСП 2 7    | МОН 1 Сход | ВЕЛ 1 5  | ВЕЛ 2 4 | ФРА 1 6    | ФРА 2 1  | ГЕР 1 4 | ГЕР 2 5  | ВЕН 1 3 | ВЕН 2 13  | ТУЦ 1 Сход | ТУЦ 2 Сход | ИТА 1     | ИТА 2 1  |         |         | 5  | 44   |
| 2007 | Campos Grand Prix              | БАХ 1 НС | БАХ 2 Сход | ИСП 1 Сход | ИСП 2 6  | МОН 1 2    | ФРА 1      | ФРА 2 3 | ВЕЛ 1 Сход | ВЕЛ 2 8    | ЕВР 1 4  | ЕВР 2 7 | ВЕН 1 Сход | ВЕН 2 7  | ТУЦ 1 2 | ТУЦ 2 12 | ИТА 1   | ИТА 2 ДСК | БЕЛ 1 Сход | БЕЛ 2 14   | ВАЛ 1 2   | ВАЛ 2 5  |         |         | 3  | 59   |
| 2008 | Racing Engineering             | ИСП 1 4  | ИСП 2 3    | ТУЦ 1      | ТУЦ 2 4  | МОН 1 Сход | МОН 2 Сход | ФРА 1   | ФРА 2 Сход | ВЕЛ 1      | ВЕЛ 2 3  | ГЕР 1   | ГЕР 2 Сход | ВЕН 1 14 | ВЕН 2 5 | ЕВР 1 14 | ЕВР 2 3 | БЕЛ 1 ДСК | БЕЛ 2 ИСК  | ИТА 1 10   | ИТА 2 5   |          |         |         | 1  | 76   |